# Loftssjön
Loftssjön är en sjö i Ovanåkers kommun i Hälsingland och ingår i Ljusnans huvudavrinningsområde. Sjön är 32,5 meter djup, har en yta på 1,64 kvadratkilometer och befinner sig 296 meter över havet. Sjön avvattnas av vattendraget Loftsbäcken.

## Delavrinningsområde
Loftssjön ingår i det delavrinningsområde (681404-149008) som SMHI kallar för Utloppet av Loftssjön. Medelhöjden är 306 meter över havet och ytan är 5,98 kvadratkilometer. Det finns inga avrinningsområden uppströms utan avrinningsområdet är högsta punkten. Loftsbäcken som avvattnar avrinningsområdet har biflödesordning 4, vilket innebär att vattnet flödar genom totalt 4 vattendrag innan det når havet efter 113 kilometer. Avrinningsområdet består mestadels av skog (62 procent). Avrinningsområdet har 1,72 kvadratkilometer vattenytor vilket ger det en sjöprocent på 28,8 procent.